# 三段壁洞窟

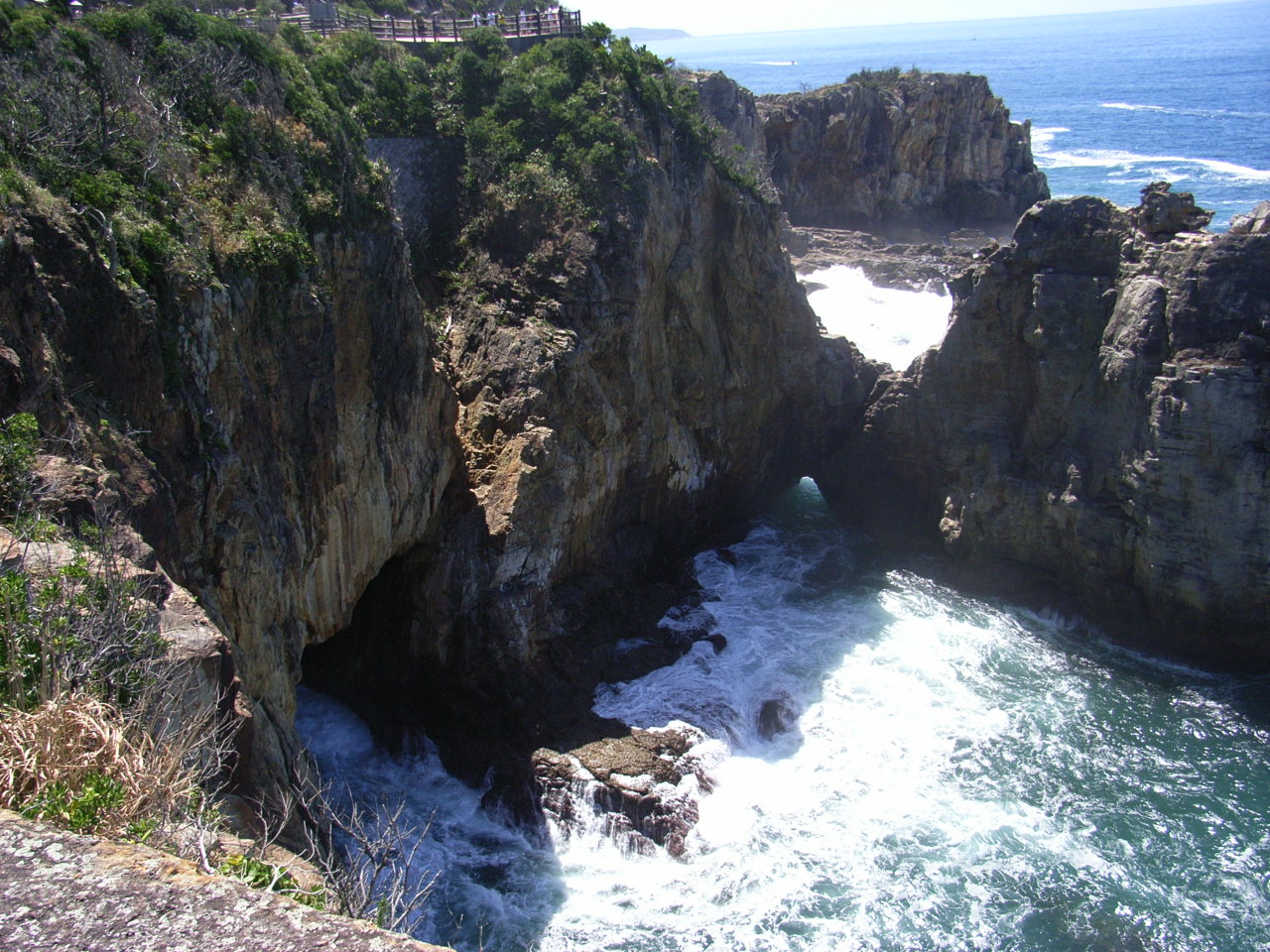
左が三段壁基部、左下の大きな穴が三段壁洞窟、右が十像岩

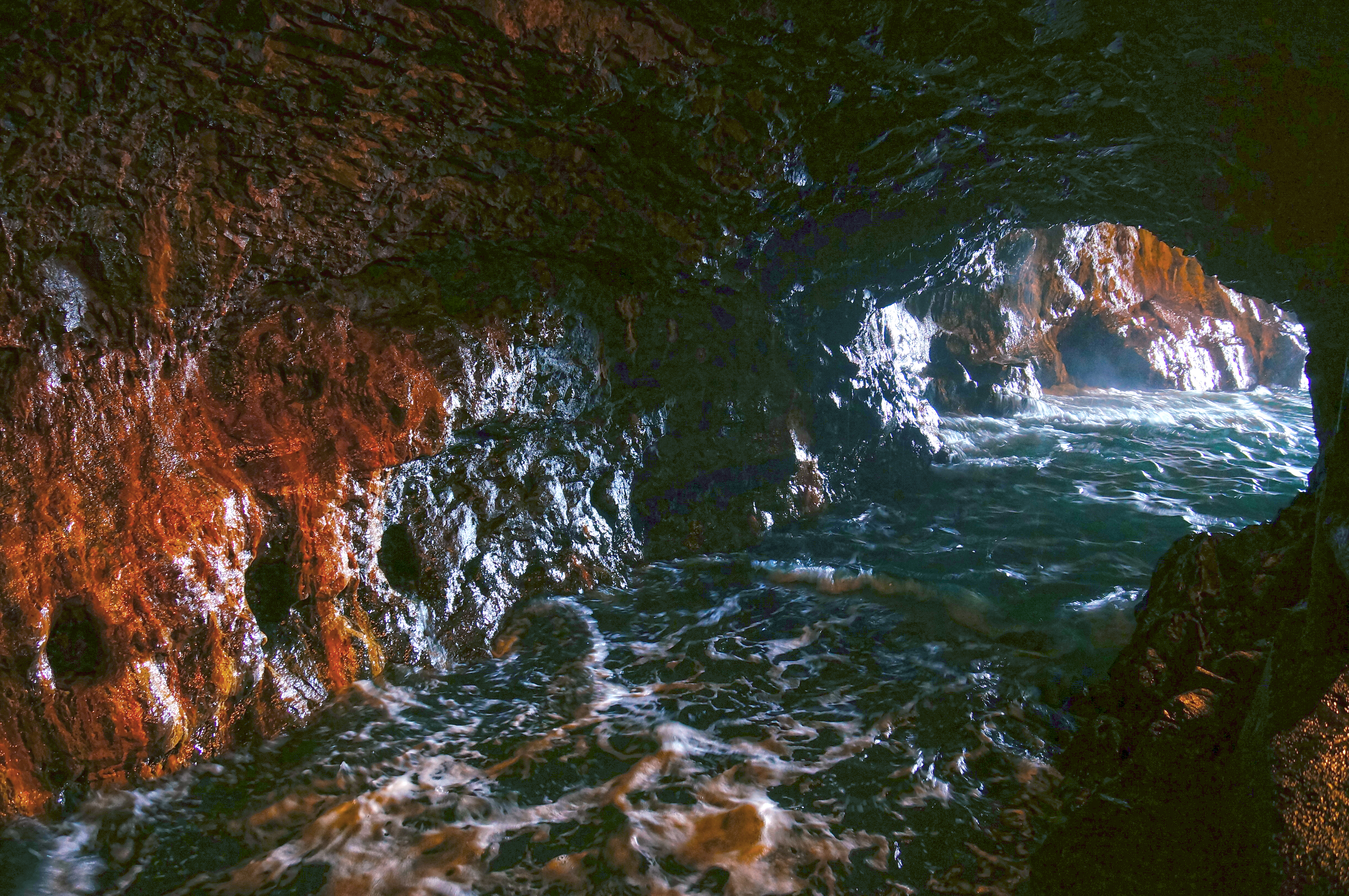
洞窟開口部近く

三段壁洞窟（さんだんべきどうくつ）は、和歌山県西牟婁郡白浜町の熊野枯木灘海岸県立自然公園内にある景勝地・三段壁の地下36mに広がる海蝕洞で、源平合戦で知られる熊野水軍の舟隠し場の伝承が残る史跡でもある。
地上から洞内まで設置されているエレベーターを降りると、洞窟内部を観覧できる。200メートルに及ぶ洞窟の通路内には、史料に基づいて再現された番所小屋や日本一大きな弁才天、瀬戸鉛山鉱山採掘場跡があり、波が寄せては返す迫力ある光景が鑑賞できる。また水面近くから三段壁や十像岩を見ることができる。ただし、台風など波の荒い日は危険なため休館になる。

## 所在地
- 〒649-22 和歌山県西牟婁郡白浜町三段2927-52

## 周辺情報
- 三段壁
- 千畳敷（徒歩10分）
- 平草原公園（徒歩25分）
- 白良浜（徒歩30分）
- 円月島

## 交通アクセス
- JRきのくに線 白浜駅から明光バス「三段壁」行きで23分、終点下車、徒歩2分

## 舞台となった作品
テレビドラマ
- 柳生一族の陰謀 （1979年）第26話「幽霊船と消えた三十人」